# جیمی یانگ (کشتی‌گیر)
جیمی یانگ (انگلیسی: Jimmy Yang؛ زادهٔ ۱۳ مهٔ ۱۹۸۱) کشتی‌گیر کشتی حرفه‌ای، و بازیگر اهل ایالات متحده آمریکا است.